# Portret de bărbat cu medalie

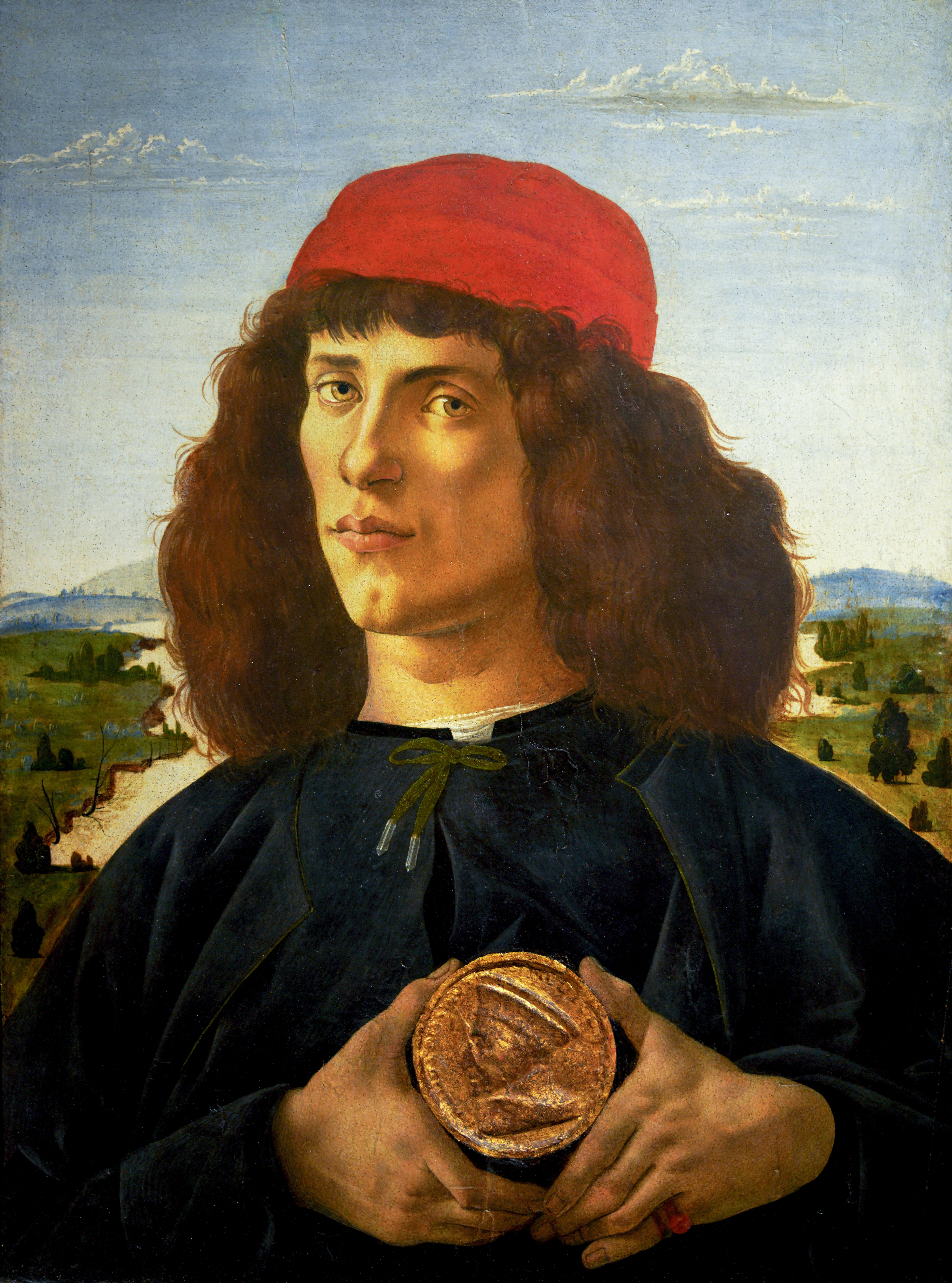
Portret de bărbat cu medalie, tempera pe panou de lemn, reproducere în ipsos aurit pentru medalie, 57,5x44cm

Portret de bărbat cu medalie (cca 1475) este opera lui Sandro Botticelli, realizată în tempera pe panou de lemn. Se află astăzi la Galeria Uffizi din anul 1666.
Portretul acestui tânăr este unul dintre cele mai engimatice ale Renașterii. Pictura a intrat în colecția Galeriei Uffizi ca moștenire a cardinalului Carlo de Medici. De aceea s-a presupus că portretul ar reprezenta un membru al familiei Medici, mai ales că tânărul ține în mână o moneda cu efigia lui Cosimo cel Bătrân. Cu toate acestea, există mai multe ipoteze la fel de credibile. Unii cercetători recunosc autoportretul lui Botticelli, orientarea capului și a privirii părând proprii pictorului care se priveste în oglindă. Dar teoria acreditată în zilele noastre presupune că este vorba despre fratele pictorului, Antonio Filipepi, meșter aurar și gravor de medalii. 
Este vorba despre o operă intensă, în care chipul osos este redat cu minuțiozitate pentru a surprinde aspectul cel mai veridic și profund din fizionomia personajului. Este interesant de observat felul în care pictorul a scos în evidență anatomia mîinilor, care strâng nervos și cu putere medalia. În spatele tânărului se deschide un peisaj minunat, de inspirație flamandă. Acesta reprezinta o apă curgătoare, cu maluri crestate, care se pierde dincolo de orizont printre dealurile gri-albăstrui.